# Delage Type DI-12
Der Delage Type DI-12 war ein Pkw-Modell der französischen Marke Delage. Es basierte auf dem Delahaye Type 134, nachdem Automobiles Delahaye Delage übernommen hatte. Die Interpretation des Buchstabens I als Ziffer 1 kommt vor, ist aber falsch.

## Beschreibung
Die nationale Zulassungsbehörde prüfte das Fahrzeug mit der Nummer 50.004 und erteilte am 5. Oktober 1935 ihre Genehmigung. An anderer Stelle wird dagegen der 5. September genannt. Delage bot das Modell von 1935 bis 1938 an. Vorgänger war der Delage Type D.6.11. Nachfolger wurde der Delage Type DI-50.
Ein Vierzylindermotor trieb die Fahrzeuge an. Er hatte 80 mm Bohrung und 107 mm Hub. Das ergab 2151 cm³ Hubraum und eine steuerliche Einstufung mit 12 Cheval fiscal. Der Motor leistete 52 PS.
Das Fahrgestell hatte vorne 1380 mm und hinten 1460 mm Spurweite. Der Radstand betrug 2950 mm. Aufbauten waren zwei- und viertürige Limousinen, Pullman-Limousine, Tourenwagen und Cabriolet. Als Karosseriehersteller für Limousinen wird Autobineau genannt. Das Leergewicht lag zwischen 1280 kg und 1350 kg.
Auf dem Genfer Auto-Salon im Frühjahr 1936 wurde eine Ausführung als Export bzw. Exportation gezeigt. Sie hatte die Karosserie des Citroën Traction Avant. Im Oktober 1936 lag der Preis mit 37.800 Franc deutlich unter der normalen Ausführung, die 43.900 Franc kostete. Neben der Limousine waren Coupé, Roadster und Tourenwagen zumindest geplant. Eine Quelle bezeichnet dieses Modell als Promenadenmischung, die glücklicherweise nur kurze Zeit angeboten wurde.

## Stückzahlen und überlebende Fahrzeuge
Peter Jacobs vom Delage Register of Great Britain erstellte im Oktober 2006 eine Übersicht über Produktionszahlen und die Anzahl von Fahrzeugen, die noch existieren. Seine Angaben zu den Bauzeiten weichen in einigen Fällen von den Angaben der Buchautoren ab. Stückzahlen zu den Modellen nach der Übernahme durch Automobiles Delahaye sind unbekannt. Für dieses Modell bestätigt er die Bauzeit von 1935 bis 1938. 21 Fahrzeuge existieren noch.

## Auktion
Osenat versteigerte am 16. Juni 2018 eine viertürige Limousine von Autobineau aus dem Jahr 1937 für 7800 Euro.